# 해리 포터와 불의 잔 (영화)
《해리 포터와 불의 잔》(영어: Harry Potter and the Goblet of Fire)은 2005년 J. K. 롤링의 동명 소설을 원작으로 하여 만든, 영국과 미국 합작, 판타지 영화이다. 8부작 중 네 번째에 해당하는 작품이며, 마이클 뉴웰이 감독을 맡았다.

## 줄거리
해리 포터는 볼드모트 경, 피터 페티그루, 그리고 자신이 알아보지 못하는 또 다른 남자가 계획을 세우는 것을 우연히 듣고 살해당하는 머글 관리인에 대한 악몽을 꾼다. 다음날 아침, 해리는 위즐리 가족, 헤르미온느 그레인저, 세드릭 디고리와 그의 아버지 에이모스와 함께 퀴디치 월드컵에 참석한다. 그날 밤, 대회가 끝난 후 죽음을 먹는 자들이 캠프장을 공격하고 정체불명의 남자가 어둠의 표식을 날린다.
호그와트에서 덤블도어 교수는 학교가 중부 유럽의 덤스트랭 학교와 프랑스의 보바통 학교와 함께 트라이위저드 시합을 개최할 것이라고 발표한다. 불의 잔이 각 학교에서 한 명의 학생을 선발하여 참가시키며, 17세 미만의 학생들은 자격이 없다. 불의 잔은 보바통에서 플뢰르 들라쿠르, 덤스트랭에서 빅터 크룸, 호그와트에서 세드릭을 선발한다. 그런 다음 해리를 네 번째 선수로 선발하여 많은 혼란을 일으킨다. 많은 학생들은 해리가 부정행위를 했다고 믿고, 론은 해리가 자신에게 참가 사실을 알리지 않았다는 이유로 그를 멀리한다. 선수의 이름이 선택되면 마법의 구속력 있는 계약으로 인해 해리는 어쩔 수 없이 참가해야 한다.
첫 번째 과제에서 선수들은 용을 지나 알을 획득해야 한다. 새로운 어둠의 마법 방어술 교수인 무디 교수는 해리에게 지팡이로 빗자루를 소환할 수 있다고 암시한다. 네 명의 선수 모두 알을 획득한다. 론은 첫 번째 과제가 얼마나 위험했는지 본 후 해리와 화해한다. 크리스마스 이브에 학교는 무도회를 개최한다. 해리와 론은 원하는 상대와 함께 가지 못하고 각각 파르바티와 파드마 파틸과 함께 간다. 헤르미온느는 빅터와 함께 가서 론의 질투를 불러일으킨다. 세드릭은 해리에게 반장 욕실을 사용하고, 목욕을 하고, 알을 물에 넣어보라고 조언한다.
두 번째 과제에서 선수들은 검은 호수에서 자신에게 중요한 사람을 구해야 한다: 해리는 론을, 세드릭은 그의 여자친구 초 챙(해리가 무도회에 초대했던 상대)을, 빅터는 헤르미온느를, 플뢰르는 그녀의 동생 가브리엘을 구해야 한다. 네빌 롱바텀은 해리에게 물속에서 숨쉴 수 있도록 돕는 아가미 풀을 준다. 세드릭이 1등으로 들어오고, 해리는 론뿐만 아니라 과제에서 기권한 플뢰르 대신 가브리엘도 구해 2등을 차지한다.
나중에 해리는 금지된 숲에서 마법부 관리인 바티 크라우치 시니어의 시체를 발견한다. 덤블도어의 사무실에서 그는 펜시브에 들어가 바티 크라우치 시니어가 덤스트랭의 현 교장인 이고르 카르카로프를 심문하는 장면을 목격한다. 카르카로프는 볼드모트를 섬긴 이들의 이름을 밝히라는 요구를 받는다. 그는 세베루스 스네이프의 이름을 언급하지만 덤블도어가 스네이프를 변호한다. 그 후 카르카로프는 바티 크라우치 주니어의 이름을 언급한다. 해리는 크라우치 주니어를 자신의 악몽에서 본 인물로 알아본다.
세 번째 과제에서 선수들은 미로를 통과하여 트라이위저드 우승컵에 도달해야 한다. 해리와 세드릭이 우승컵에 도달하지만, 그것이 해리의 꿈에 나왔던 묘지로 그들을 이동시키는 포트키라는 것을 발견한다. 페티그루는 볼드모트의 명령으로 세드릭을 죽인다. 그는 해리의 피를 사용하여 볼드모트를 부활시키고, 볼드모트는 그의 죽음을 먹는 자들을 소환한다. 볼드모트가 해리에게 살인 저주를 시도하지만 해리는 이를 막아낸다. 볼드모트의 이전 희생자들의 유령이 나타나 볼드모트를 잠시 혼란스럽게 하고, 이때 해리는 우승컵을 사용하여 세드릭의 시체와 함께 호그와트로 돌아온다.
해리는 덤블도어에게 세드릭의 살해와 볼드모트의 귀환을 알린다. 해리는 무디에 의해 그의 사무실로 안내되고, 그곳에서 무디가 그의 이름을 불의 잔에 넣었으며 볼드모트의 귀환을 확실히 하기 위해 그를 안내했다는 것을 알게 된다. 무디가 해리를 죽이려는 순간, 덤블도어와 스네이프, 미네르바 맥고나걸이 무디를 제압한다. 진실의 약물을 사용하여 그들은 폴리주스 마법약으로 무디로 변장한 바티 크라우치 주니어를 잡았다는 것을 알게 된다. 진짜 무디는 마법 상자에 갇혀 있었다.
학기 말 연회에서 덤블도어는 세드릭이 볼드모트에 의해 살해되었다고 발표하지만, 마법부는 이러한 주장을 부인한다. 해리는 덤블도어에게 볼드모트와의 조우에 대해 알리고, 덤블도어는 이를 프리오리 인칸타템이라고 설명한다. 세 학교는 서로 작별 인사를 나누며, 해리와 론, 헤르미온느는 모든 것이 변화할 것이라는 데 동의한다.

## 출연진
- 해리 포터: 다니엘 래드클리프
- 론 위즐리: 루퍼트 그린트
- 헤르미온느 그레인저: 엠마 왓슨
- 프레드 위즐리: 제임스 펠프스
- 조지 위즐리: 올리버 펠프스
- 지니 위즐리: 보니 라이트
- 드레이코 말포이: 톰 펠튼
- 루시우스 말포이: 제이슨 아이삭스
- 네빌 롱바텀: 매슈 루이스
- 알버스 덤블도어: 마이클 갬본
- 루베우스 해그리드: 로비 콜트레인
- 미네르바 맥고나걸: 매기 스미스
- 세베루스 스네이프: 앨런 릭먼